# Петрищенки
Петрищенки — деревня в Козельском районе Калужской области. Входит в состав сельского поселения «Деревня Подборки».
Расположена примерно в 4 км к северо-западу от села Подборки.

## Население
На 2010 год население составляло 2 человека.